# ニール・シュービン
ニール・シュービン（英: Neil Shubin、1960年12月22日 - ）は、アメリカ合衆国の古生物学者、進化生物学者、通俗科学者。
シカゴ大学教授、フィールド博物館館長。進化生物学や発生遺伝学、ゲノムサイエンスを統合する新しい生物学の流れに属する、古生物学者にして解剖学者。水生動物から陸生動物への移行に関するミッシングリンク、「ティクターリク」の発見者の一人。
シカゴ大学の医学部で人体解剖を受け持つことになったシュービンは当初、古生物学者が果たして人体解剖を教えることができるのか疑問に思っていたが、実は古生物学者であることは人体解剖学を教えるには非常に有利であるという。例えば、人間の頭の神経を教えるにはサメを、人間の四肢を教えるには魚を、人間の脳の構造を教えるには爬虫類の動物を素材にするのが一番の近道だという。なぜなら、これらの生き物の体は人体の構造をより単純化したものだからだ。
原著
- Your Inner Fish: A Journey into the 3.5-Billion-Year History of the Human Body Vintage; 1 Reprint版 2008
- The Universe Within: A Scientific Adventure Penguin 2014

邦訳
- ヒトのなかの魚、魚のなかのヒト:最新科学が明らかにする人体進化35億年の旅 垂水雄二訳 早川書房 2008 文庫 2013
- あなたのなかの宇宙:生物の体に記された宇宙全史 吉田三知世訳 早川書房 2014